# Галихин, Дмитрий Анатольевич
Дми́трий Анато́льевич Гали́хин (Голихин) (23 марта 1974, Москва, СССР) — российский оперный певец (тенор).

## Биография
Дмитрий Анатольевич Галихин родился 23 марта 1974 года в Москве.
В семье рано заметили музыкальные способности Дмитрия, и в 1978 году после прослушивания у В. С. Попова мальчик был принят в Большой Детский хор Всесоюзного радио и Центрального телевидения СССР, в котором он пел до 1983 года. За эти годы в качестве солиста принимал участие во всех выступлениях хора на Центральном телевидении, исполняя песни Г. Свиридова, Е. Крылатова, Ю. Чичкова, В. Шаинского и других композиторов. С песней «Наташка-первоклашка» выступил в телевизионной программе «Песня года», исполнив её позже в Колонном зале Дома Союзов и записав вместе с солисткой Леной Могучевой. Гастролировал по стране и за рубежом, получив высокие оценки японской, бельгийской, французской и турецкой прессы. Партнерами на сцене Дмитрия Галихина с детства были Муслим Магомаев, Иосиф Кобзон, Юрий Гуляев и многие другие.
В декабре 2010 года в составе группы российских артистов Дмитрий Галихин выступил с Большим симфоническим оркестром президента Турции в концерте, состоявшемся на закрытом стадионе в Анкаре и собравшем более 12 тысяч зрителей.
С 2011 года Галихин стал приглашённым солистом Чувашского государственного театра оперы и балета.
В конце 2013 года Дмитрий Галихин, Олег Полупудин и Нурлан Бекмухамбетов выступили в концерте оперной музыки в Тиране.

## Награды и звания
- участник фестивалей под эгидой Cetntre culturel associatif Beaujolais (Франция)[1][3],
- Centro cultural de las rozas (Испания)[1][3]
- Кавалер ордена «Служение искусству»[1][3]
- Лауреат международного конкурса[1][3]
- Благодарность Министра культуры Российской Федерации Приказ № 604-вн от 09.09.2011

## Дискография
- 2010 — Популярная Итальянская классика Неаполитанские песни для тенора
- 2011 — P.I.Tchaikovsky Love Songs Романсы
- 2012 — «Русская классика на европейской сцене» с Государственным академическим концертным оркестром «БОЯН» Арии для тенора из опер П. И. Чайковского